# Vaginism
Vaginism, slidkramp, är en sexuell funktionsstörning hos kvinnor som innebär att slidans muskulatur drabbas av kramp. Detta kan ske vid försök till samlag, vid insättning av tampong eller vid en gynekologisk undersökning. Vid svåra fall av vaginism kan kvinnan inte genomföra samlag, vilket för somliga beror på att samlag är smärtsamt (dyspareuni). Smärta i slidan i sig, oavsett orsak, kallas kolpalgi eller vaginodyni.
Vaginism behandlas med övningar som innebär att den drabbade tränar på att spänna och slappna av i bäckenbottenmuskulaturen. Detta för att få bättre kontroll över dessa muskler. I träningen ingår även att försiktigt föra in ett eller flera fingrar eller något föremål och spänna och slappna av med detta inne i slidan. Terapi kan användas som en kompletterande del av behandlingen.

## Kolpalgi
Kolpalgi eller vaginodyni är smärta i slidan. Det kan leda till smärta vid penetrering (samlag, tampong, gynekologisk undersökning) då det kallas dyspareuni. Smärta i de yttre könsorganen kallas vulvovestibulit.
Kolpalgi är vanligast i formen dyspareuni, det vill säga vid penetrering under samlag, av tampong eller vid gynekologisk undersökning. Smärtan kan bero på medicinska eller psykiska orsaker, och är i de flesta fall organiskt (medicinskt) betingad, och kan bero på tillstånd såsom läkemedelsbiverkning, bröstcancer, hormonstörningar med östrogenbrist, graviditet, samt flera andra kroniska sjukdomar och smärre åkommor. När det är friktionen som smärtar är orsaken ofta att kvinnan inte lubricerar tillräckligt. Psykiska orsaker till kolpalgi är exempelvis sviter efter fysiskt eller sexuellt våld. Om smärtan är djup kan det bero på problem i bäckenområdet eller på svårigheter att slappna av i bäckenmuskulaturen.